# 町の弁護士チョ・ドゥルホ
『町の弁護士チョ・ドゥルホ』（まちのべんごしチョ・ドゥルホ、原題：동네변호사 조들호 죄와 벌）は、韓国KBSで2016年度に放送されたパク・シニャン主演のテレビドラマ。日本では2017年から2018年にかけて、KBSワールドやKNTVなどで放送された。
韓国では続編を望む声が多く、2019年1月から3月にかけて、韓国KBS2TVにてシーズン2（町の弁護士チョ・ドゥルホ2）が放送され、日本ではKntvにて2019年5月からシーズン2の放送がスタートした。

## 概要
原作は韓国で人気のweb漫画。パク・シニャンは「サイン」以来約5年ぶりのドラマ主演となる。

## あらすじ
孤児院出身・大検を経て司法試験に合格したチョ・ドゥルホは熱血漢の変わり者だが優秀な検事。しかし自身の正義を貫き大企業の癒着を暴こうとしたため、信頼していた上司や妻・舅の裏切りにあい、汚職の汚名を着せられ検事を追われる。ホームレスにまでなり下がったドゥルホだったが、路上生活仲間の借金トラブルを解決したことで昔なじみの街金業者ペ・デスと再会。デスが経営するDS金融に事務所を構え弁護士として開業、庶民の事件を解決する「町の弁護士」となる。

## キャスト (町の弁護士 チョ・ドゥルホ）

### チョ・ドゥルホ
- チョ・ドゥルホ：パク・シニャン

本作の主人公。孤児院出身で大検を経て司法試験を首席合格、検事として検索庁に入庁する。
異色の経歴から周囲からは遠巻きにされていたが、当時の上司シン・ヨンイルに目をかけられメキメキと頭角を表し、熱血漢だが優秀な検事として活躍。その才能は、（大企業と法曹界の癒着をめぐり今や敵同士となった）シン・ヨンイルが思わず「（ドゥルホは）惜しい才能だ。検事時代のドゥルホは一つを命じたら10の事ができた」と漏らすほど。
検事時代に大手法律事務所クムサンの所長令嬢チャン・ヘギョンと結婚し、愛娘スビンを授かるも、前述の大企業テファグループと法曹界との癒着をめぐる争いの際に離婚。
仕事も家族も失い失意のドゥルホは3年程ホームレスとして無気力な日々を過ごすが、路上生活仲間の借金トラブルを解決する際、検事時代に幾度となく小犯罪の取調べを行ったペ・デスと再会。デスが営むDS金融に間借りし弁護士事務所を開業する。
- ファン・エラ：ファン・ソクチョン

ドゥルホの弁護士事務所の事務長。ドゥルホとは検事時代からの付き合い。事務作業の他、変装しての潜入調査などもこなす。

### クムサン法律事務所
大手法律事務所。チャン・シヌが代表を務め、大規模な企業案件から離婚訴訟などまで扱う。勝訴率は韓国一。
- チャン・シヌ：カン・シニル

クムサン法律事務所代表、弁護士。ヘギョンの父親であり、ドゥルホの元舅。検事長のシン・ヨンイルやチョン会長と親交が深い。
- チャン・ヘギョン：パク・ソルミ

クムサンの副代表で弁護士。チャン・シヌの娘でドゥルホの元妻、スビンの母親。
- キム・テジョン：チョ・ハンチョル

クムサンの弁護士で、シヌやヘギョンの部下。イ・ウンジョの上司でもある。
- イ・ウンジョ：カン・ソラ

クムサンの新人弁護士で1年目の契約社員。上司のキム・テジョンからは少額の案件ばかり任されている。とある事件の共同弁護をした際、ドゥルホと知り合い、当初はドゥルホの強引な弁護手法に疑問を持つが、ドゥルホと親交を持つうちにクムサンのやり方に違和感を覚えるようになりクムサンを退職。ドゥルホのところに持ち込まれた案件の弁護を手伝うようになる。

### DS金融
ペ・デスが経営する街金業者。当初は債務者に違法な金利をふっかけたり、強引な取り立てを行ったりしていたが、ドゥルホの弁護士事務所開業後は、デスは部下のユシン・ドンギュンと共にドゥルホ事務所の調査員のような役回りをするようになる。
- ペ・デス：パク・ウォンサン

DS金融の社長。違法な商いで身を立てており、過去には検挙された事などもあるのだが、どこか悪党にはなりきれない人物。検事時代のドゥルホには何度も、コピーブランド商品の輸入などのケチな犯罪で取調べを受けていた。
- キム・ユシン：キム・ドンジュン

デスの部下でイケメンの方。こちらもワルにはなりきれないタイプで、取り立てに行った先で債務者の身の上話に同情し、お金を取り立てられずに帰ってきたりする。
- ドンギュン：イ・ギュホ

デスの部下で大柄な方。

### 検事達
- シン・ジンイク：リュ・スヨン

父を中央地検の地検長に持つ検事。ドゥルホとはかつて親しかったが、今は弁護士となった彼と対立している。
- シン・ヨンイル：キム・ガプス

中央地検の地検長。ジンイクの父親でありドゥルホの元上司。シヌやチョン会長とは、親交が深い。

### ドゥルホの家族
- チョ・スビン：ホ・ジョンウン

ドゥルホとヘギョンの愛娘。

### テファグループ
- チョン会長：チョン・ウォンジュン

テファグループ会長。ヨンイルやシヌと親交が深い。

## キャスト（町の弁護士 チョ・ドゥルホ2:罪と罰）

### チョ・ドゥルホ
- チョ・ドゥルホ：パク・シニャン

1の終盤、メディアにまで注目される弁護士となったが、ある出来事をきっかけにパニック障害となってしまい、引きこもり気味になる。そんな中、恩人の娘ソミに助けを求められる。
- ユン・ソミ：イ・ミンジ

ドゥルホの検事時代の恩人、ユン・ジョンゴン検察捜査官の娘。父親が失踪したため、ドゥルホに助けを求め、のちに行動を共にする。
- カン・マンス：チェ・スンギョン

チョ・ドゥルホの弁護士事務所の新たな事務長。常にドゥルホをサポートする。

### グクイルグループ
- イ・ジャギョン：コ・ヒョンジョン

グクイルグループ企画室長。グク会長の寵愛を受けて、それを利用してグループ全体の権力を握る。本作の黒幕。実は孤児だった過去を持つ。
- グク・ヒョンイル：ピョン・ヒボン

グクイルグループ会長。ジャギョンを寵愛する。